# Liste der Kulturgüter in Zürich/Kreis 10
Die Liste der Kulturgüter in Zürich/Kreis 10 enthält alle Objekte im Kreis 10 der Stadt Zürich, die gemäss der Haager Konvention zum Schutz von Kulturgut bei bewaffneten Konflikten, dem Bundesgesetz vom 20. Juni 2014 über den Schutz der Kulturgüter bei bewaffneten Konflikten sowie der Verordnung vom 29. Oktober 2014 Berger den Schutz der Kulturgüter bei bewaffneten Konflikten unter Schutz stehen.
Objekte der Kategorien A und B sind vollständig in der Liste enthalten, Objekte der Kategorie C fehlen zurzeit (Stand: 1. Januar 2022). Unter übrige Baudenkmäler sind weitere geschützte Objekte zu finden, die im Verzeichnis der Objekte von überkommunaler Bedeutung der kantonalen Denkmalpflege zu finden und nicht bereits in der Liste der Kulturgüter enthalten sind.

## Kulturgüter
| Foto | | Objekt                                                                                         | Kat. | Typ | Standort                                    | Beschreibung |
| ---- | --- | ---------------------------------------------------------------------------------------------- | ---- | --- | ------------------------------------------- | ------------ |
| ja   | Datei hochladen · Wikidata zu gta Archiv (Q1234473)                                                                                  | Institut für Geschichte und Theorie der Architektur (gta) der ETH Zürich, Archiv KGS-Nr.: 8953 | A    | S   | Stefano-Franscini-Platz 5 680576 / 251381   |              |
| ja   | Datei hochladen · Wikidata zu Kraftwerk Höngg (Q29933602)                                                                            | Ehemaliges Kraftwerk am Giessen, Kraftwerk Höngg KGS-Nr.: 7954                                 | B    | G   | Winzerhalde 75 679110 / 250610              |              |
| ja   | Datei hochladen · Wikidata zu Reformierte Kirche Höngg (Q15179562)                                                                   | Reformierte Kirche Höngg KGS-Nr.: 7955                                                         | B    | G   | Am Wettingertobel 40 679889 / 250618        |              |
| ja   | Datei hochladen · Wikidata zu Höngg, Rebbauernhaus zum Kranz (Ortsmuseum) (Q29933604)                                                | Rebbauernhaus zum Kranz KGS-Nr.: 7956                                                          | B    | G   | Vogtsrain 2 680131 / 250793                 |              |
| ja   | Datei hochladen · Wikidata zu Wipkingen, ehemaliger Hofmeistersche Fabrik (1783, jetzt Textilfachschule) mit Wohngebäude (Q29933683) | Ehemalige Hofmeistersche Fabrik (jetzt Textilfachschule) mit Wohngebäude KGS-Nr.: 8030         | B    | G   | Wasserwerkstrasse 119–127 682446 / 249237   |              |
| ja   | Datei hochladen · Wikidata zu Schulhaus Letten (Q29933646)                                                                           | Schulhaus Letten KGS-Nr.: 9521                                                                 | B    | G   | Rousseaustrasse 43 682649 / 249272          |              |
| ja   | Datei hochladen · Wikidata zu Schulanlage Riedhof (Q29933644)                                                                        | Schulanlage Riedhof KGS-Nr.: 10385                                                             | B    | G   | Reinhold-Frei-Strasse 42–46 678852 / 251536 |              |
| ja   | Datei hochladen · Wikidata zu Eisenzeitliche Grabhügel Heizenholz (Q29933571)                                                        | Höngg / Heizenholz, eisenzeitliche Grabhügel KGS-Nr.: 12731                                    | B    | F   | Heizenholz 679051 / 251800                  |              |

## Übrige Baudenkmäler
| ID     | Foto |                 | Objekt                                                         | Kat. | Typ | Standort                                                 | Beschreibung |
| ------ | ---- | --------------- | -------------------------------------------------------------- | ---- | --- | -------------------------------------------------------- | ------------ |
| HG848  | ja   | Datei hochladen | Pfarrhaus                                                      | C    | G   | Am Wettingertobel 38 679911 / 250625                     |              |
| HG2667 | ja   | Datei hochladen | Casa von Muralt                                                | C    | G   | Limmattalstrasse 123 680422 / 250442                     |              |
| HG3377 | ja   | Datei hochladen | Schlössli                                                      | C    | G   | Limmattalstrasse 191 680010 / 250654                     |              |
| HG3772 | ja   | Datei hochladen | Villa Deuchler                                                 | C    | G   | Ackersteinstrasse 144 680423 / 250372                    |              |
| HG3812 | ja   | Datei hochladen | Landsitz Tobelegg mit Trotte und Waschhaus                     | C    | G   | Limmattalstrasse 115–119 680446 / 250404                 |              |
| HG5878 | ja   | Datei hochladen | Zum Weingarten (Brunnen und Gartenpavillon)                    | C    | G   | Bäulistrasse 57 680187 / 250568                          |              |
| HG6713 | ja   | Datei hochladen | Schwertgut                                                     | C    | G   | Limmattalstrasse 111 680496 / 250382                     |              |
| HG7788 | ja   | Datei hochladen | Ehemaliges Spinnereigebäude Strickler                          | C    | G   | Werdinsel 2–4 679296 / 250351                            |              |
| HG7826 | ja   | Datei hochladen | ehemalige Weberhäuser                                          | C    | G   | Gässli 9–11 680128 / 250713                              |              |
| HG7894 | ja   | Datei hochladen | Wohn- und Geschäftsgebäude                                     | C    | G   | Regensdorferstrasse 4 680037 / 250745                    |              |
| HG7908 | ja   | Datei hochladen | Mosterei Zweifel                                               | C    | G   | Regensdorferstrasse 20–22 679898 / 250886                |              |
| HG7912 | ja   | Datei hochladen | Bauernhaus                                                     | C    | G   | Limmattalstrasse 218 679886 / 250711                     |              |
| HG7942 | ja   | Datei hochladen | Wohnhaus                                                       | C    | G   | Limmattalstrasse 209 679935 / 250662                     |              |
| HG8166 | ja   | Datei hochladen | ehemaliges Kleinbauernhaus                                     | C    | G   | Gässli 18 680174 / 250749                                |              |
| HG8193 | ja   | Datei hochladen | Villa Schönfels                                                | C    | G   | Am Wasser 36 680860 / 249972                             |              |
| HG8225 | ja   | Datei hochladen | Rebgut                                                         | C    | G   | Limmattalstrasse 425–427 678482 / 250941                 |              |
| WP13   | ja   | Datei hochladen | Wohngebäude                                                    | C    | G   | Burgstrasse 14 682165 / 249516                           |              |
| WP41   | ja   | Datei hochladen | Wohngebäude                                                    | C    | G   | Burgstrasse 16–18 682154 / 249530                        |              |
| WP1957 | ja   | Datei hochladen | Wohnsiedlung Letten I                                          | C    | G   | Imfeldstrasse / Rousseaustrasse 682677 / 249200          |              |
| WP2984 | ja   | Datei hochladen | Wohnsiedlung Letten II                                         | C    | G   | Imfeldstrasse / Rousseaustrasse 682736 / 249193          |              |
| WP3934 | ja   | Datei hochladen | Wohngebäude                                                    | C    | G   | Rotbuchstrasse 24 682772 / 249549                        |              |
| WP4119 | ja   | Datei hochladen | Kirche Letten                                                  | C    | G   | Imfeldstrasse 51 682495 / 249305                         |              |
| WP4542 | ja   | Datei hochladen | Wohnsiedlung Letten III                                        | C    | G   | Imfeldstrasse / Rousseaustrasse 682716 / 249257          |              |
| WP4822 | ja   | Datei hochladen | Kirchgemeindehaus Wipkingen mit Quartierzentrum und Bibliothek | C    | G   | Rosengartenstrasse 1 / Hönggerstrasse 60 681907 / 249713 |              |
| WP5049 | ja   | Datei hochladen | Fabrikgebäude De Trey AG                                       | C    | G   | Rotbuchstrasse 46–48 682600 / 249686                     |              |
| WP5114 | ja   | Datei hochladen | Wohngebäude                                                    | C    | G   | Dorfstrasse 19 681903 / 249812                           |              |
| WP6427 | ja   | Datei hochladen | Atelierhaus                                                    | C    | G   | Trottenstrasse 102 681321 / 250052                       |              |

Legende: Im Wesentlichen siehe Legende der Liste der Kulturgüter von nationaler und regionaler Bedeutung, mit folgenden Ausnahmen:
- Anstelle der KGS-Nummer wird als Objekt-Identifikator (ID) die Inventarnummer im Verzeichnis der Objekte von überkommunaler Bedeutung des kantonalen Denkmalschutzamtes verwendet.
- Bei den Kategorien wird wie folgt unterschieden: B kant. = Objekt von kantonaler Bedeutung (Kanton Zürich); B reg. = Objekt von regionaler Bedeutung (Kanton Zürich).